# Hilary McKay
Hilary McKay autora de mais de vinte livros infanto-juvenis. Nasceu e cresceu em Boston, Lincolnshire, no Reino Unido, e era a mais velha de quatro meninas de uma família dedicada aos livros. Depois de se formar em Zoologia e Botânica na St. Andrew's University, cursou Letras, o que a inspirou a escrever.

## A carreira
Seu primeiro livro, The Exiles, lançado em 1991, foi premiado com o Guardian's Children Fiction Award e acabou se transformando numa trilogia após o lançamento de dois volumes The Exiles At Home (1993), vencedor do Nestlé Smarties Book Prize, e The Exiles in Love (1996).
Com o Anjo de Saffy, primeiro livro da série Retratos de Família, sobre a excêntrica e adorável família Casson, venceu o Whitbread Children's Book Award de 2002. Os romances subsequentes da série são A estrela de Índigo (2004), Rosa Permanente (selecionado como finalista no Whitbread Children's Book Award de 2005) e Caddy Para Sempre (2006), todos lançados pela Editora Melhoramento.
A ex-cientista hoje é escritora em tempo integral e mora com o marido e os dois filhos, Bella e Jim, em Derbshire.